# Mezzana Mortigliengo
Mezzana Mortigliengo är en ort och kommun i provinsen Biella i regionen Piemonte i Italien. Kommunen hade 501 invånare (2018).